# Société pour les peuples menacés
La Société pour les peuples menacés (SPM) (en allemand : Gesellschaft für bedrohte Völker Schweiz (GfbV), en anglais : Society for Threatened Peoples), fondée en 1970, est une organisation humanitaire, basée à Göttingen en Allemagne.

## Objectifs et actions
L’organisation vise à susciter une prise de conscience afin de protéger les minorités et les peuples du monde qui sont menacés par des gouvernements oppressifs. Le groupe déclare sur son site Internet qu'il « lutte contre toutes les formes de génocide et d'ethnocide ». Il comporte des sections et des bureaux en Allemagne, Autriche, Suisse, Luxembourg, Italie, Bosnie-Herzégovine, Chili et Kurdistan irakien. La SPM édite de nombreux ouvrages concernant les droits humains ainsi que des journaux en plusieurs langues. Depuis sa fondation en 1970, elle adresse régulièrement aux Nations unies des déclarations concernant les violations des droits humains qu'elle recense, notamment au Conseil des droits de l'homme des Nations unies.

## Section suisse
En Suisse romande paraissent les Nouvelles de la Section romande de la Société pour les peuples menacés.
Depuis mai 2018, la conseillère nationale Lisa Mazzone préside la section suisse de la Société pour les peuples menacés.

## Publications
- Nouvelles de la Section romande de la Société pour les peuples menacés. Yverdon-les-Bains : Société pour les peuples menacés, Section romande.  (ISSN 1661-4526) - (OCLC 173960036)
- Sylvie Ehinger et Volkmar Ziegler, Peuples menacés : Yanomami La Chaux-de-Fonds : Société pour les peuples menacés, 1990. (OCLC 82571600)
- Roger Graf, Bulldozer gegen Blasrohre : der Überlebenskampf der Penan in Sarawak-Malaysia, Bern : Gesellschaft für bedrohte Vö̈lker, 1989. (OCLC 66103754)